# Blephadejura
Blephadejura – wymarły rodzaj owadów z rzędu muchówek i rodziny mikozkowatych. Obejmuje tylko jeden opisany gatunek: Blephadejura propria.
Rodzaj i jedyny gatunek opisali w 2006 roku Elena Łukaszewicz, Huang Diying i Lin Qibin na podstawie pojedynczego, kompletnego odcisku samicy. Skamieniałość tą odnaleziono w Daohugou w chińskiej Mongolii Wewnętrznej. Pochodzi z piętra keloweju w późnej jurze. Autorzy umieścili ten rodzaj w monotypowej podrodzinie Blephadejurinae.
Owad o głowie długości 0,7 mm, tułowiu 1,8 mm i odwłoku 3,4 mm. Jego czułki budowało co najmniej 13 prawie kwadratowych, krótko i niezbyt gęsto porośniętych szczecinkami członów. Oczy charakteryzowały omatidia jednakowych rozmiarów. Aparat gębowy cechował wystający nadustek, duże labelle i wydłużone głaszczki. Skrzydła o długości 7 i szerokości 2,2 mm miały użyłkowanie wyróżniające się: szerokim polem kostalnym, długą, acz zakończoną przed środkiem długości skrzydła żyłką subkostalną, czterema żyłkami radialnymi dochodzącymi do brzegu skrzydła, długim trzonem sektora radialnego, zamkniętą komórką dyskalną i dobrze wykształconą tylną żyłką kubitalną. Odnóża były długie, gęsto i krótko owłosione.